# Heinrich-Feldhoff-Stiftung

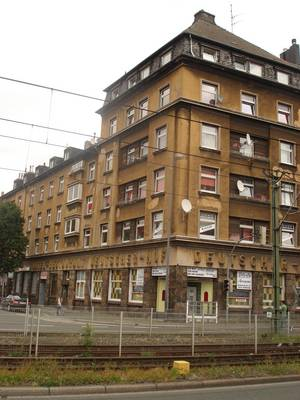
Gebäude „Deutscher Hof“, 2011

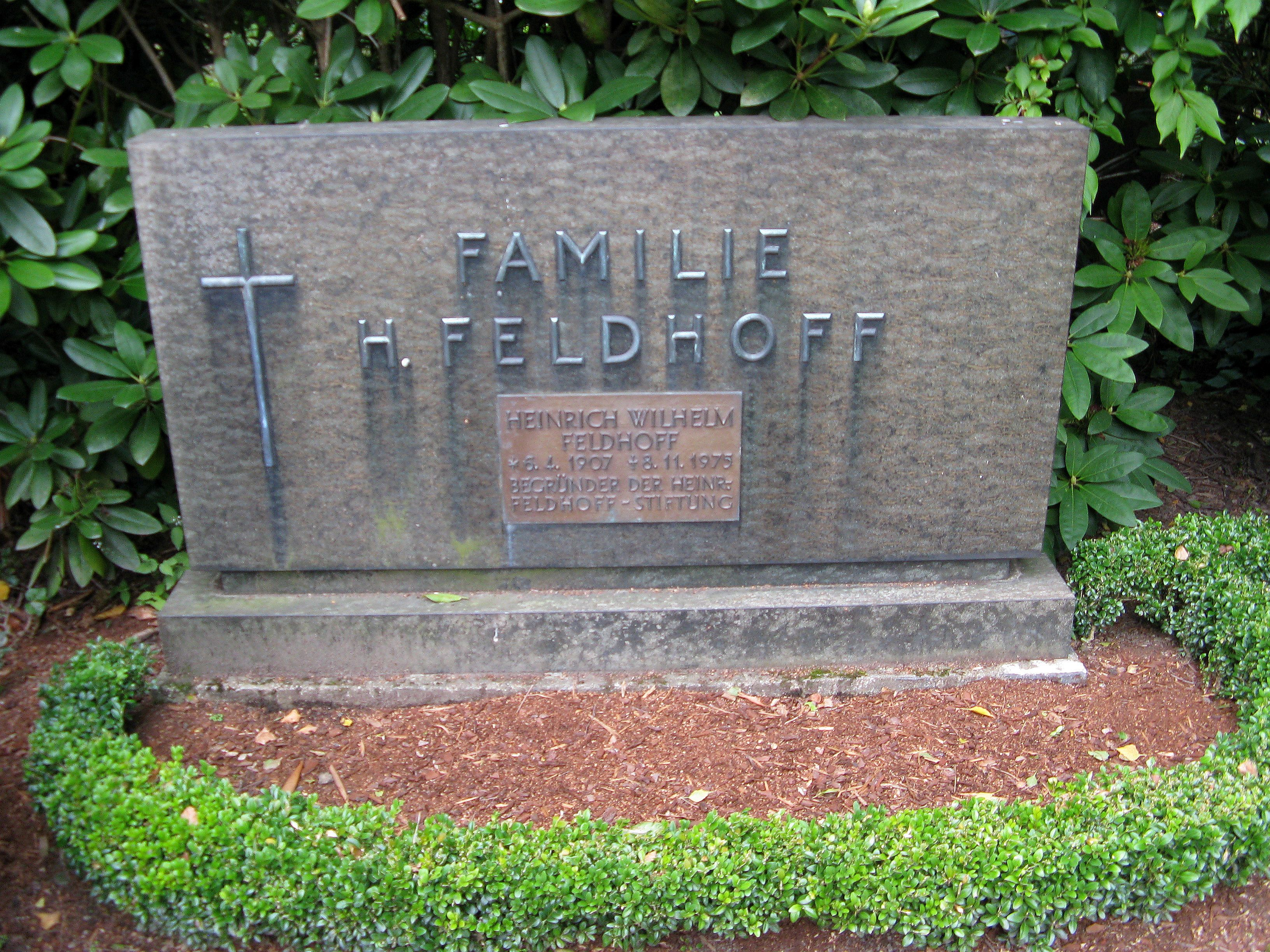
Familiengrab Feldhoff auf dem Südwestfriedhof Dortmund

Die Heinrich-Feldhoff-Stiftung war eine gemeinnützige Stiftung in Dortmund. Sie wurde am 27. Februar 1978 durch die Stiftungsaufsicht bei der Bezirksregierung Arnsberg anerkannt. Am 21. Oktober 2009 genehmigte die Stiftungsaufsicht ihre Auflösung. Stifter war der Bauingenieur Heinrich Wilhelm Feldhoff (* 6. April 1907 in Dortmund; † 8. November 1975 in Dortmund). Die Stiftung war unter der Ordnungsnummer 15.2.101-124 im Stiftungsverzeichnis für das Land Nordrhein-Westfalen (NRW) eingetragen. Stiftungszweck war die „Unterstützung von Personen, die wegen körperlichem, geistigem oder seelischen Zustand auf Hilfe angewiesen sind“. Nach einer Vermögensaufstellung von 1977 bestand das Stiftungsvermögen größtenteils aus 16 Mehrfamilienhäusern im Hafenquartier des Stadtbezirks Innenstadt Nord (Nordstadt) mit einem von Grundstücksbelastungen bereinigten Verkehrswert von 2,6 Mio. DM. Von 1976 bis 1999 wurden in jährlichen Ausschüttungen insgesamt über 1,5 Mio. DM zugewendet.

## Stifter
Der Großteil der Häuser wurde vom Vater des Stifters, dem Bauunternehmer Heinrich Feldhoff, in den 1920er Jahren errichtet. Das Haus Mallinckrodtstr. 274 wurde von der Familie auch dann noch bewohnt, als es durch Kriegseinwirkung nur noch eingeschossig stand. Dort lebte Heinrich Wilhelm Feldhoff erst mit den Eltern und nach deren Tod allein. Nach Erinnerungen von Zeitzeugen lebte er bescheiden und zurückgezogen. Die Nähe zur Kirche, namentlich zur katholischen Kirchengemeinde St. Aposteln, lässt Rückschlüsse auf das Motiv für die Gründung der Stiftung zu. Dort habe die Familie Kirchenfenster und eine Glocke („Feldhoff-Glöckchen“) gespendet. Dem Kuratorium der Stiftung musste immer ein katholischer Pfarrer vorstehen. Aber auch der Wunsch, den Wohnungsbestand nach seinem Tod zusammenzuhalten, dürfte Antrieb gewesen sein, in seinem Testament vom 6. März 1974, das am 24. November 1975 vom Amtsgericht Dortmund eröffnet wurde, verfügte er, sein vollständiges Vermögen auf die gleichnamige Stiftung zu übertragen. Die Verwandtschaft war vom Erbe ausgeschlossen, aber auch von den Stiftungsgremien.
Heinrich Wilhelm Feldhoff ist im Familiengrab auf dem Südwestfriedhof Dortmund beerdigt.

## Stiftungsvermögen
- Mallinckrodtstr. 217/217a/219 (verkauft 2007 an TDS GmbH, Dortmund; verkauft 2010 an Kulaina Property 33 GmbH, Gütersloh)
- Mallinckrodtstr. 235 (verkauft 2007 an TDS GmbH, Dortmund; verkauft 2010 an Kulaina Property 33 GmbH, Gütersloh) (Ende Juli 2011 Einzug des städtischen Quartiersbüro Hafen[3]) (saniert 2014)
- Mallinckrodtstr. 277/Arnoldstr. 1/Arnoldstr. 3 („Deutscher Hof“) (Arnoldstraße vormals Gneisenaustraße) (verkauft 2008 an Frau Radmila Huskic, Dortmund).[4] Die Eigentümerin saniert die Gebäude.[5]
- Mallinckrodtstr. 317/Evertstr. 1 (vormals Scharnhorststr. 111) (Baujahr 1926) (verkauft 2007 an TDS GmbH, Dortmund; verkauft 2010 an Kulaina Property 33 GmbH, Gütersloh, saniert 2013 von Gauss Consult GmbH, Gütersloh)[6]
- Arnoldstr. 5 (vormals Gneisenaustraße) (verkauft 2003)
- Gneisenaustr. 67 (verkauft 2003)
- Gneisenaustr. 77 (verkauft)
- Gneisenaustr. 83 (verkauft)
- Gneisenaustr. 91 (verkauft 2003)
- Gneisenaustr. 97/99 (verkauft)
- Lessingstr. 77 (verkauft)
- Lützowstr. 74 (verkauft 2003)
- Verbundene Grundstücke Clemens-Veltum-Str. 75/77/79/81 (vormals Lessingstraße) (verkauft 2008 an Schäper & Rick GmbH Bauträger, Ascheberg) und Mallinckrodtstr. 272/274 (durch Erbbaurecht von Hovermann Liegenschaften mit Mehrfamilienhäusern bebaut)
- Speicherstr. 45 (Erbpachtgrundstück der Stadt Dortmund, 2007 dorthin zurückgefallen)

## Tätigkeit
Die Stiftung baute 1994 auf eigenem Grundstück an der Clemens-Veltum-Str. 75/77/79/81 (vormals Lessingstraße) Sozialwohnungen für Alte und Behinderte. Die Baukosten von ca. 7 Mio. DM wurden mit öffentlichen Mitteln in Höhe von ca. 4 Mio. DM subventioniert. Die im Krieg schwer beschädigten Altbauten Mallinckrodtstraße 272/274 wurden abgetragen und 1996 mit Erbbaurecht durch die Hovermann Liegenschaften GmbH ebenfalls durch Sozialwohnungen ersetzt.
Die Stiftung schüttete aus den Einnahmen aus Vermietung und Verpachtung von 1976 bis 1999 jährlich zwischen 60.000 und 70.000 DM, insgesamt über 1,5 Mio. DM aus. Nutznießer waren u. a. die Caritas Dortmund als größter Spendenempfänger mit knapp 800.000 DM, die Arbeiterwohlfahrt Dortmund von 1983 bis 1999 mit gut 450.000 DM, das Diakonische Werk Dortmund Lünen von 1983 bis 1999 mit gut 250.000 DM, die Dortmunder Behindertenwerkstätten von 1983 bis 1999 mit knapp 150.000 DM, sowie die Gesellschaft für seelische Gesundheit und das Katholische Stadtbüro.

## Niedergang und Auflösung
In der Jahresabrechnung von 1999, die von einem Steuerberater zusammengestellt worden war, wies das Mietenkonto ein Defizit von 454.205,35 DM aus. Seit dem Jahr 2000 gab es keine Ausschüttungen mehr. Der Steuerberater der Stiftung stellte 2001 fest, dass eine ordnungsgemäße Sanierung der Häuser für die Stiftung nicht finanzierbar sein. Im Jahr 2003 wurden die ersten drei Stiftungsimmobilien verkauft.
Nach Beschwerden von Mietern und der örtlichen Vertretung des Deutschen Mieterbundes über Verwahrlosung und Leerstände in den Häusern der Heinrich-Feldhoff-Stiftung und ersten Presseberichten in der Ausgabe Dortmund der Westfälischen Rundschau begann die Stiftungsaufsicht Ende 2003 eine umfassende Untersuchung mit Lokalterminen. Diese machte als eine der Ursachen für den Niedergang der Stiftung die Funktion des Rechtsanwalts und Notars Andreas Gerling aus, der seit 1994 gleichzeitig gesetzlicher Vertreter (Stiftungsvorstand), Prozessvertreter und Hausverwalter (Dr. Andreas Gerling Hausverwaltung) war, was eine effektive Kontrolle der Stiftung erschwert hatte. Es warf ein bezeichnendes Licht auf den langjährigen Vorstandsvorsitzenden, dass dieser später in Strafverfahren wegen Untreue verurteilt wurde und seine Berufszulassung verlor.
Die Stiftungsaufsicht und die Gläubigerbanken, namentlich die Sparkasse Dortmund, bewirkten, dass 2004 der Stiftungsvorstand aus Andreas Gerling und seinem Stellvertreter Walter Dahms abgelöst und durch den Rechtsanwalt und Notar Harald Günther und als Stellvertreter den Steuerberater Michael Weber ersetzt wurde. Die Hausverwaltung wurde auf ein Unternehmen des langjährigen Vorsitzenden der CDU-Fraktion im Rat der Stadt Dortmund, Hans Georg Hovermann übertragen, der auf einem Erbpachtgrundstück der Stiftung Sozialwohnungen errichtet hatte und 2003 selbst mit Immobilienunternehmen in Insolvenz gegangen war.
Im August 2007 startete die Westfälische Rundschau, Ausgabe Dortmund, die Serie „Ein Erbe verfällt“ über den Niedergang der Heinrich-Feldhoff-Stiftung. Darin wurde zum ersten Mal für die Öffentlichkeit das Ausmaß der finanziellen Schieflage sichtbar: „Den Schulden von 5,6 Mio. € stand 2004 nur noch ein errechnetes Immobilienvermögen von 5,85 Mio. € gegenüber. Also 250 000 € im Plus - nicht auf dem Konto, sondern als Buchwert.“ In den Jahren 2007 und 2008 wurden alle Wohnungen der Stiftung verkauft. Ende 2008 zog Stiftungsvorstand Harald Günther ein Fazit: Er habe doch zumindest das Ziel erreicht, „dass die Stiftung keine Schulden hinterlässt.“
Am 24. Juni 2009 beschloss das Kuratorium die Auflösung der Stiftung. Mit Genehmigung der Auflösung durch die Stiftungsaufsicht am 21. Oktober 2009 endete die Heinrich-Feldhoff-Stiftung.

## Nachwirkungen
Auch nach dem Ausverkauf und der Auflösung der Heinrich-Feldhoff-Stiftung blieben Häuser in der öffentlichen Diskussion.
Durch den Zuzug bulgarischer und rumänischer Sinti und Roma entstanden in leerstehenden und ungeordnet und spekulativ genutzten Häusern in der Nordstadt Verhältnisse, die als „Problem- und Ekelhäuser“ bezeichnet wurden. Dazu gehörte auch 2011 noch das Haus Mallinckrodtstr. 317/Evertstr. 1.
Im zur Stiftung gehörenden Wohnhaus Mallinckrodtstraße 277/Ecke Arnoldstraße befand sich die Gaststätte „Deutscher Hof“, die sich zum Treff der Dortmunder Neonazi-Szene entwickelte. Die Immobilie wurde im Zusammenhang mit der Mordserie der rechtsextremen Terrorgruppe Nationalsozialistischer Untergrund genannt, da das achte Todesopfer dieser Serie, Mehmet Kubaşık, am 4. April 2006 in unmittelbarer Nähe dieser Immobilie in seinem Kiosk erschossen wurde, was zu Spekulationen über eine Involvierung lokaler Neonazis führte.